# هيديو كوجيما
هيديو كوجيما (Kojima Hideo 小島秀夫) هو مصمم ومخرج ومنتج ألعاب فيديو ياباني، مولود في 24 أغسطس 1963م في مدينة سيتاغايا في طوكيو في اليابان.
بدأ سيرته في تصميم الألعاب مع انضمامه في أواخر الثمانينات لشركة كونامي، وقد كان نائب رئيسها قبل أن ينشئ شركته الخاصة "منتجات كوجيما لإنتاج الألعاب في 2005.
يعتبر هيديو كوجيما مخترع، مخرج، وكاتب لعدد من ألعاب الفيديو الناجحة مثل لعبة التخفي ميتل جير وتعتبر الأشهر بالنسبة له، ولعبة المغامرة سناتشر، وكان المنتج لعدة ألعاب مثل زون أوف إندرز [الإنجليزية] وكاسلفينيا: لوردز أوف شادو.
و يعتبر هيديو كوجيما من أشهر الكتاب والمخرجين الذي كان لهم تأثير كبير في مجال صناعة وانتاج ألعاب الفيديو.

## بداية حياته
ولد هيديو كوجيما في طوكيو، اليابان في عام 1963، وانتقل إلى غرب اليابان وهو في سن الثالثة من عمره وتوفي والده وهو في سن الثالثة عشر.
بدأ كوجيما في كتابة القصص وارسالها إلى المجلات اليابانية ولكن لم يتمكن من نشر أي منها؛ وذلك لأن قصصه كانت تتجاوز ال400 صفحة.
بعد ذلك ترك كتابة القصص واتجه مع أحد اصدقائه إلى تصوير الفيديو.

## حياته المهنية
في مقابلة مع إحدى القنوات وصف كوجيما كيف بدأت حياته في تصميم الألعاب وبداية حبه لها، حيث أنه نشأ على مشاهدة الأفلام مع والديه. وفي أثناء دراسته الجامعية للاقتصاد كان كوجيما يقضي أوقات فراغه في اللعب بألعاب الفيديو، وأثناء سنته الجامعية الرابعة فاجأ كوجيما زملاءه برغبته في التحويل إلى مجال صناعة الألعاب وعلى الرغم من حبه لصناعة الأفلام إالا أنه رأى أن صناعة الألعاب مرضية له أكثر.
و كانت والدته من أوائل الداعمين لكوجيما في تحقيق حلمه.

## الثمانينات
حاول كوجيما الدخول إلى مجال صناعة الألعاب ولكنه قوبل بالرفض، ولكنه لم يستسلم؛ حيث أنه توظف في الشركة الناشرة للألعاب كونامي في عام 1986م كمصمم ومخطط. أول لعبة عمل عليها كوجيما هي Penguin adventure وعمل عليها كمساعد مخرج، وأول لعبة عليها كمطور هي Lost Warld على جهاز صخر أو صخر وقوبلت بالرفض من كونامي. بعد فترة وجيزة عيّن كوجيما للعمل على مشروع يدعى ميتال غير (سلسلة) ولمحدودية جهاز صخر كان هناك صعوبات لتطوير نظام القتال في اللعبة. بعد انتهاء التطوير نشرت اللعبة في عام 1987م في اليابان وأجزاء من أوروبا على جهاز صخر، وتعتبر ميتال غير (سلسلة) من أوائل ألعاب التخفي التي صدرت على الإطلاق.

## التسعينات
في عام 1990م عين كوجيما للإشراف على لعبتين من ألعاب جهاز صخر وهي جزء فرعي من لعبة Snatcher وجزء جديد للعبة Metal gear وتحمل اسم metal gear : solid snake. أضاف كوجيما الكثير من الميزات للتخفي مثل الانحناء والزحف لمناطق الاختباء وتشتيت انتباه الحراس واستخدام الرادار. وتم إصدار اللعبة في عام 1990م لليابان فقط، وتم اصدارها لشمال أمريكا وأوروبا لاحقا في عام 2006م مع لعبة Metal gear solid 3: snake eater بنسخة تحمل اسم Metal gear solid 3 : subsistence. ومع صدور لعبة ميتل جير سوليد Metal gear solid في عام 1998م لجهاز بلايستيشن 1 أصبح كوجيما واحداً من أشهر مطوري الألعاب في العالم؛ بسبب ما قدمه من تجربة سينمائية وقصة فريدة من نوعها في لعبة ميتل جير سوليد، وما قدمه من إضافات مبهرة مثل استخدام نظام ال3D والتمثيل الصوتي.

## الألفية الجديدة
في بداية عام 2001م أصدر كوجيما أول المعلومات عن الجزء الجديد المكمل للعبة ميتل جير سوليد؛ metal gear solid 2 : sons of liberty لجهاز بلايستيشن 2. احتوت اللعبة على جرافيكس عالي الدقة، فيزيائية في طريقة اللعب، وتوسع في مناطق اللعب مما جعلها واحدة من أفضل الألعاب في ذلك الوقت وحققت نجاحات كبيرة.
بعد إصدار MGS2 انتقل كوجيما لانتاج لعبة وأنمي Zone of the enders في عام 2001م، وفي عام 2003م كان المنتج للعبة BUKTAI لجهاز غيم بوي أدفانس.
في عام 2004م قام كوجيما أيضا بتصميم وانتاج لعبة Metal gear solid 3 : snake eater لجهاز بلايستيشن 2 والتي تغيرت في طريقة اللعب عن الأجزاء السابقة من السلسلة.
أيضا في نفس العام أصدر كوجيما لعبة Metal gear acid لجهاز بلايستيشن المحمول بلاي ستيشن بورتبل، والتي كانت من نوع الألعاب الاستراتيجية، وصدر منها جزء ثاني عام 2006م.
في عام 2008م صدر الجزء الجديد من سلسلة ميتل جير باسم Metal gear solid 4 : guns of the patriots لجهاز بلايستيشن 3 وكان كوجيما يشرف عليها كمساعد مخرج وكاتب ومصمم ومنتج للعبة. بعد إصدار اللعبة صرّح كوجيما أنها ستكون أخر لعبة ميتل جير يعمل عليها، ثم عاد مرة أخرى في معرض الترفيه الإلكتروني E3 في عام 2009 ليصرح بأنه سيعود لمساعدة فريقه في لعبتين هما Metal gea solid : rising كمنتج ولعبة Metal gear solid : peace walker ككاتب، مخرج، ومنتج للعبة.

## 2010-فما بعد
في عام 2010 أبدى كوجيما اعجابه بجهاز نينتيندو المحمول نينتندو 3دي أس وابدى رغبته برؤية لعبة ميتل جير على الجهاز، وفي نهاية الأمر اتضح أن اللعبة هي نسخة محسنة من الجزء الثالث للسلسلة Metal gear solid 3 snake eater 3D.
في نهاية 2011 تم الإعلان عن تغيير اسم اللعبة المعلن عنها سابقا Metal gear solid : rising إلى Metal gear rising : revengeance، وأعلن أيضا أن التطوير سيكون من قِبَل استديو بلاتينوم جيمز بالتعاون مع استديو كوجيما برودكشنز.
في شهر يوليو 2011 تمت ترقية كوجيما إلى منصب نائب رئيس شركة كونامي، وفي مؤتمر المطورين السنوي GDC 2013 تم الإعلان عن الجزء الخامس من سلسلة ميتل جير ويحمل اسم Metal gear solid 5 : the phantom pain وصرّح كوجيما بأنه سيكون آخر جزء سيعمل عليه من سلسلة ميتل جير ليصرح مؤخرا أن Metal Gear Solid V لن تكون نهاية السلسلة، لأنه يود العمل على نهاية تاريخية تليق بالسلسلة المعروفة.

## من أشهر ألعابه
- سلسلة ميتال جير
- سلسلة بوكتاي
- سلسلة زون أوف ذي إندرز
- سلسلة سناتشر
- سوليد سنيك
- ديث ستراندنغ [4]

### أدواره في سلسلة ميتال غير
| سنة  | اللعبة                                                     | الدور | الدور | الدور        | الدور | الأنظمة                                                                                   |
| سنة  | اللعبة                                                     | مخرج  | منتج  | كاتب سيناريو | مصمم  | الأنظمة                                                                                   |
| ---- | ---------------------------------------------------------- | ----- | ----- | ------------ | ----- | ----------------------------------------------------------------------------------------- |
| 1987 | ميتال غير                                                  | Yes   | No    | Yes          | Yes   | إم إس إكس2, هاتف محمول، بلاي ستيشن 2, i-revo, بلاي ستيشن 3، إكس بوكس 360، بلاي ستيشن فيتا |
| 1990 | ميتال غير 2: سوليد سنايك                                   | Yes   | No    | Yes          | Yes   | إم إس إكس2, هاتف محمول، بلاي ستيشن 2، بلاي ستيشن 3، إكس بوكس 360، بلاي ستيشن فيتا         |
| 1998 | ميتال غير سوليد                                            | Yes   | Yes   | Yes          | Yes   | بلاي ستيشن (نظام ألعاب)، بلاي ستيشن 3                                                     |
| 1999 | ميتال غير سوليد                                            | Yes   | Yes   | Yes          | Yes   | بلاي ستيشن (نظام ألعاب)، مايكروسوفت ويندوز                                                |
| 2000 | Metal Gear: Ghost Babel                                    | No    | Yes   | No           | No    | جيم بوي كولر                                                                              |
| 2001 | ميتال غير سوليد 2: سنز أوف لبرتي                           | Yes   | Yes   | Yes          | Yes   | بلاي ستيشن 2، بلاي ستيشن 3، إكس بوكس 360                                                  |
| 2002 | ميتال غير سوليد 2: سنز أوف لبرتي                           | Yes   | Yes   | No           | No    | بلاي ستيشن 2                                                                              |
| 2002 | ميتال غير سوليد 2: سنز أوف لبرتي                           | Yes   | Yes   | Yes          | Yes   | إكس بوكس، بلاي ستيشن 2، مايكروسوفت ويندوز                                                 |
| 2004 | ميتل جير سوليد : ذا توين سنيك                              | No    | Yes   | Yes          | No    | نينتندو جيم كيوب                                                                          |
| 2004 | ميتال غير سوليد 3: سنيك إيتر                               | Yes   | Yes   | Yes          | Yes   | بلاي ستيشن 2، بلاي ستيشن 3، إكس بوكس 360                                                  |
| 2004 | ميتال جير أسيد                                             | No    | Yes   | No           | No    | بلاي ستيشن بورتبل                                                                         |
| 2005 | ميتال جير أسيد 2                                           | No    | Yes   | No           | No    | بلاي ستيشن بورتبل                                                                         |
| 2005 | ميتال غير سوليد 3: سنيك إيتر                               | Yes   | Yes   | Yes          | Yes   | بلاي ستيشن 2                                                                              |
| 2006 | ميتال غير سوليد                                            | Yes   | Yes   | No           | No    | بلاي ستيشن بورتبل                                                                         |
| 2006 | ميتال غير سوليد: بورتبل أوبس                               | No    | Yes   | No           | No    | بلاي ستيشن بورتبل                                                                         |
| 2007 | ميتال غير سوليد: بورتبل أوبس                               | No    | Yes   | No           | No    | بلاي ستيشن بورتبل                                                                         |
| 2007 | ميتال غير سوليد 2: سنز أوف لبرتي                           | Yes   | Yes   | No           | No    | دي في دي                                                                                  |
| 2008 | Metal Gear Solid Mobile                                    | No    | Yes   | No           | No    | هاتف محمول                                                                                |
| 2008 | ميتال جير أسيد                                             | No    | Yes   | No           | No    | هاتف محمول                                                                                |
| 2008 | ميتال غير سوليد 4: غنز أوف ذا بتريوتس / ميتال جير أون لاين | Yes   | Yes   | Yes          | Yes   | بلاي ستيشن 3                                                                              |
| 2008 | ميتال جير أون لاين                                         | No    | Yes   | No           | No    | بلاي ستيشن 3                                                                              |
| 2008 | ميتال جير أون لاين                                         | No    | Yes   | No           | No    | بلاي ستيشن 3                                                                              |
| 2009 | ميتال جير أون لاين                                         | No    | Yes   | No           | No    | بلاي ستيشن 3                                                                              |
| 2009 | Metal Gear Solid Touch                                     | No    | Yes   | No           | No    | آي أو إس                                                                                  |
| 2010 | ميتال جير أون لاين                                         | No    | Yes   | No           | No    | ألعاب آركيد                                                                               |
| 2010 | ميتال غير سوليد: بيس والكر                                 | Yes   | Yes   | Yes          | Yes   | بلاي ستيشن بورتبل، بلاي ستيشن 3، إكس بوكس 360                                             |
| 2011 | ميتال غير سوليد إتش دي كوليكشين                            | Yes   | Yes   | Yes          | No    | بلاي ستيشن 3، إكس بوكس 360، بلاي ستيشن فيتا                                               |
| 2012 | ميتال غير سوليد 3: سنيك إيتر                               | Yes   | Yes   | Yes          | No    | نينتندو 3دي إس                                                                            |
| 2013 | ميتال غير رايزنج: ريفنجنس                                  | No    | Yes   | No           | No    | بلاي ستيشن 3، إكس بوكس 360، مايكروسوفت ويندوز                                             |
| 2014 | ميتال غير سوليد 5: جراوند زيروز                            | Yes   | Yes   | Yes          | Yes   | بلاي ستيشن 4، بلاي ستيشن 3، إكس بوكس ون، إكس بوكس 360، مايكروسوفت ويندوز                  |
| 2015 | ميتال غير سوليد 5: ذا فانتوم بين                           | Yes   | Yes   | Yes          | Yes   | بلاي ستيشن 4، بلاي ستيشن 3، إكس بوكس ون، إكس بوكس 360، مايكروسوفت ويندوز                  |